# Jason Kapono
Jason Alan Kapono (Long Beach, Califòrnia, 4 de febrer de 1981) fou un jugador de bàsquet nord-americà que va disputar nou temporades a l'NBA i una més en la lliga grega.

## Universitat
Va jugar durant 4 temporades amb els Bruins de la Universitat de Califòrnia Los Angeles, sent el primer jugador d'aquesta universitat a ser escollit en els quatre anys en el millor quintet de la Pacific Ten Conference, i esdevenint l'únic Bruin en liderar al seu equip en anotació en totes les seves temporades. En total va fer 16,5 punts i 5,1 rebots per partit de mitjana.

## Trajectòria professional
Després de la seva carrera col·legial a la Universitat de Califòrnia, Kapono va ser elegit segon en el Draft de l'NBA del 2003 pels Cleveland Cavaliers en la segona ronda, en el lloc 31. Després de la seva temporada de principiant amb els Cavaliers, va ser inclòs en el draft, sent escollit pels Charlotte Bobcats el 2004. Allà va millorar la seva mitjana de punts de 3,5 a 8,5 per partit.
Després de passar pels Miami Heat, amb els quals va guanyar el seu primer anell de Campió de l'NBA, va fitxar a l'estiu de 2007 per Toronto Raptors. Jason és un excel·lent tirador des de la línia de tres punts i en la temporada 2007-08 ho va demostrar entrant en les rotacions dels Raptors.
Va ser el vencedor del concurs de triples de l'All-Star Weekend a Las Vegas 2007 i Nova Orleans 2008 en la qual en la ronda final va aconseguir 25 punts igualant el rècord de puntuació aconseguit el 1986 per Craig Hodges.
El juny de 2009 va ser traspassat als Philadelphia 76ers en una operació d'intercanvi amb Reggie Evans. El 9 de desembre de 2011 va signar com a agent lliure amb Los Angeles Lakers.
El 15 de març de 2012, va ser traspassat als Cleveland Cavaliers juntament amb Luke Walton i a la primera ronda del draft a canvi de Ramon Sessions i Christian Eyenga, però dos dies després, i sense arribar a debutar, va rescindir el seu contracte.
El 2012, va fitxar pel Panathinaikos, on va disputar la lliga grega i la Eurolliga. Es va retirar al maig del 2014.